# Трушков, Николай Ильич
Николай Ильич Трушков (28 апреля (10 мая) 1876 года, Вятка, ‒ 26 мая 1947 года, Ленинград), русский и советский учёный в области горного дела, доктор технических наук (1938), профессор (1925). Впервые организовал в Ленинградском горном институте подготовку инженеров рудной специальности. Основоположник научной школы по разработке рудных месторождений; предложил систему разработки руды с магазинированием.

## Биография
Николай Ильич Трушков родился в г. Вятке в семье учителя. Высшее образование получил в Санкт-Петербургском горном институте, который закончил в 1900 г. После окончания института уехал в Донбасс, где работал заведующим шахты Павловского рудника, затем перешел на Ирминский рудник на должность заведующего горными работами. Уже в этот период он подготовил к печати свой первый труд «О некоторых работах и устройствах на рудниках Ирминского каменноугольного общества», который был напечатан в «Горном журнале» в 1904 г.
С 1902 г. полностью посвятил себя горнорудному делу. Работал в геологическом отделении Нижне-Тагильского округа на разведках золота и платины помощником управляющего рудниками этого округа и управляющим Высокогорским железным рудником. В 1905—1912 гг. управлял рудниками и приисками, включая обогатительную фабрику, медеплавильный и др. заводы. Именно там он впервые в России ввел на руднике систему сплошного забоя с креплением квадратными окладами, что позволило извлечь при разработке мощной жилы, богатой рудой, 98-100 % запасов меди. Применение этой системы разработки в то время было крупнейшим техническим прогрессом. В дальнейшем система разработки с квадратными окладами быстро распространилась на большинство медных рудников Урала.
В 1907 г. Н. И. Трушков был командирован в Германию и Бельгию для ознакомления с разработкой медно-никелевых и цинковых руд в Силезии и Рейнской провинции и добычей каменного угля в Монсе. В 1909—1910 гг. находился в командировке США и Мексике, где изучал способы добычи и обработки руд. В 1909 г. был избран в члены Американского института горных инженеров и металлургов.
С 1912 по 1914 гг. Трушков Н. И. возглавил Айдырлинские рудники золотопромышленного акционерного общества в Оренбургской губернии. Здесь им впервые в России для разработки крутопадающих жил применена система с магазинированием руды. В 1914—1917 гг. работал в должности управляющего Экибастузскими каменноугольными копями, Воскресенской железной дороги, цинковым и свинцовым заводами «Киргизского горнопромышленного общества», главная контора которого была в поселке старого Экибастуза. В эти годы Экибастуз по масштабам горнозаводской промышленности был самым крупным рудником не только в Казахстане, но во всей Западной Сибири. Осенью 1917 г. Н. И. Трушков перешел на службу в Богословское (так до 1914 г. назывался г. Карпинск) горнопромышленное общество и отсюда вторично командирован в США для изучения современных способов разработки и обогащения руд.
Из США вернулся после Октябрьской революции и с октября 1918 по июнь 1920 г. исполнял обязанности профессора кафедры горного искусства Петроградского горного института. Здесь им впервые в стране был прочитан курс лекций для студентов по разработке рудных месторождений. В 1919—1921 гг. написал монографию «Экспертиза и оценка рудных месторождений», которая была издана в 1922 г. «Горным журналом» в качестве приложения.
С октября 1919 г. был техническим консультантом Горного совета ВСНХ, в 1920 г. был командирован ВСНХ в Сибирь в качестве консультанта и технического инспектора в Сибпромбюро. В первые годы развития горной промышленности содействовал восстановлению различных горных предприятий Алтая, рудников Урала и т. д.
С 1921 по 1925 гг. деятельность Н. И. Трушкова связана с Томским технологическим институтом, где он заведовал кафедрой горного искусства. Читал курсы: «Разработка рудных месторождений», «Экспертиза рудных месторождений», «Крепление», «Вентиляция», «Освещение», «Рудничные пожары». Одновременно является консультантом Сибирского промышленного бюро. В Томске он написал первое учебное пособие на русском языке по курсу «Разработка рудных месторождений».
В 1925 г. Н. И. Трушков перешел на работу в Ленинградский горный институт, где впервые в Советском Союзе организовал кафедру разработки рудных месторождений и руководил ею (с небольшими перерывами) до конца своей жизни. Одновременно с 1925 года — профессор Московской горной академии, где он читал курс «Разработка рудных месторождений». В октябре 1938 г. по представлению Ученого совета Ленинградского горного института Н. И. Трушков Высшей аттестационной комиссией СССР был утвержден в ученой степени доктора технических наук без защиты диссертации. В 1939 г. был утвержден членом горной экспертной комиссии Высшей аттестационной комиссии СССР, членом Ученого совета Института горного дела Академии наук СССР.
В течение 28-летней педагогической деятельности не прерывал связи с производством. В период работы в Ленинграде Н. И. Трушков вёл активную научно-организационную работу, был научным консультантом институтов Гипроруда, Союзникельоловопроект, Гипрозолото, Гипроцветмет, руководил развитием и реконструкцией предприятий горнорудной промышленности СССР с частым выездом на рудники Центра России, Украины, Урала, Кольского полуострова, Сибири, Средней Азии, Дальнего Востока и Кавказа.
В 1939 г. был утвержден членом Технического совета Наркомата цветной металлургии, членом Горной экспертной комиссии при ВКВШ, а также членом Ученого Совета Института горного дела Академии наук СССР.
В годы Великой Отечественной войны Н. И. Трушков оставался в Ленинграде, работал ученым хранителем музея и библиотеки горного института. Несмотря на тяжелые годы блокады, плохое состояние здоровья, он активно работает в качестве консультанта Наркомцветмета, выезжая из осажденного Ленинграда на предприятия Узбекистана, Казахстана и Норильский комбинат.
В своем капитальном двухтомном труде «Разработка рудных месторождений», изданном в 1946—1947 гг., Н. И. Трушков изложил основные принципы целесообразной и правильной разработки рудных месторождений подземным способом. По обилию материала, глубине и ясности изложения проблем разработки месторождений, научному анализу рассматриваемых вопросов эта работа Н. И. Трушкова не имела себе равных среди опубликованных ранее работ в данной отрасли. Ему принадлежит более 60 опубликованных работ, около 90 работ остались неопубликованными.
Н. И. Трушков скончался на 72-м году жизни в 1947 году в Ленинграде.

## Признание
Научные, педагогические и общественные заслуги Н. И. Трушкова были высоко оценены Правительством СССР. Он был награждён орденами Ленина и Трудового Красного Знамени, медалью «За оборону Ленинграда», другим медалями. В 1945 г. ему присвоено почётное звание «Заслуженного деятеля науки и техники РСФСР».